# I Love You (Beauty and The Beast)
"I Love You (Beauty And The Beast)" (eller endast "I Love You") är en sång av den nedlagda svenska trance-duon Antiloop. Den släpptes i maj 1997 av Fluid Records, som den tredje singeln från albumet LP.
Låten är ursprungligen en remix av "Beauty And The Beast", som Antiloop släppte på deras debut-EP N.S.F.M.C (Not Suitable For Mass Consumption).
På singel finns även sången "Theme Of Antiloop (B&B Remix)" som Antiloop tog med på albumet LP, som den näst sista låten på albumet.
"Theme of Antiloop (B&B Remix)" är med i soundtracket till Ulf Aldevinges film Det sjunde skottet, som den fjärde låten på filmen.

## Samplingar
Texten "I love you I love you" är samplad från Jam & Spoons Neurotrance Adventure.

## Musikvideo
Musikvideon är från den tidigare versionen av låten, Beauty And The Beast. Hela videon är animerad från en dator, och man ser videon från ett förstapersons-perspektiv.
Videon inleds med att man ser en konservburk som det står: "Antiloop" "N.S.F.M.C" "Beast" och "Beauty" på. Konservburken öppnas och man åker in i burken. Sedan åker man igenom en cylinder tills man kommer till en arena, där det står ett kors i mitten format som ett hjärta på toppen. Efter att ha åkt runt korset flera gånger så åker man i cylindern igen, fast baklänges. Sedan kommer ut ur samma burk, och locket till burken stängs.

## Låtlista

### CD singel (Sverige)
| Nr | Titel | Längd |
| -- | --- | ----- |
| 1. | "I Love You (Beauty And The Beast) / (Radio Edit)"                                                                   | 3:39  |
| 2. | "I Love You (Beauty And The Beast) / (Extended)"                                                                     | 6:10  |
| 3. | "Theme Of Antiloop (B&B Remix)" (Remix av "I Love You")                                                              | 8:02  |
| 4. | "I Love You (Beauty And The Beast) / (Original Version)" (Original versionen av "I Love You (Beauty And The Beast)") | 4:50  |

### 12" vinyl singel (Sverige)
| Nr | Titel | Längd |
| -- | --- | ----- |
| 1. | "I Love You (Beauty And The Beast) / (Extended)"                                                                     | 6:10  |
| 2. | "I Love You (Beauty And The Beast) / (Radio Edit)"                                                                   | 3:39  |
| 3. | "Theme Of Antiloop (B&B Remix)" (Remix av "I Love You")                                                              | 8:02  |
| 4. | "I Love You (Beauty And The Beast) / (Original Version)" (Original versionen av "I Love You (Beauty And The Beast)") | 4:50  |

## Listplaceringar
| Lista                             | Placering |
| --------------------------------- | --------- |
| Finland (Suomen virallinen lista) | 15        |
| Sverige (Sverigetopplistan)       | 42        |